# 澳門資訊頻道
澳門資訊頻道（簡稱澳門資訊）2012年9月3日开播，前身为澳视生活，是澳門廣播電視股份有限公司的第六條頻道，主要播出新聞及財經資訊等節目，部份時間會直播澳門立法會全體會議。
2012年9月3日起本频道於滬深股市交易日转播第一财经電視的財經节目，2019年1月2日起改為於港股交易日轉播香港有線電視財經資訊台的財經節目，因有线电视取消部分财经节目时段2024年1月2日起停止於港股交易日轉播奇妙電視HOY資訊台的財經節目。
2020年3月24日起，澳門資訊頻道开始播出由广州广播电视台城市台新闻交换中心制作的《中国城市报道》，这是中国大陆电视新闻节目首次在澳门本地电视频道播出。

## 播放時間
本頻道每日播放時間為 07:00 - 翌日02:00，收播時間為 02:00 - 07:00。如在收播時間內八號或以上風球發出或生效期間，本頻道會暫停收播並維持播放或提早開播，並於正點（特別情況於半點）播出颱風消息。

## 全澳數字電視訊號發射頻道及頻率
| 發射站 | 頻段 | 頻道            | 頻道編號 | 功率 |
| ------ | ---- | --------------- | -------- | ---- |
| 旅游塔 | UHF  | 第24頻道 498MHz | 94       | 20W  |

## 與其他台的聯繫
- 與澳視澳門台同步
  - 星期一至六07:00-08:00《早晨新聞》、08:00-09:00《澳門早晨》
  - 每日10:00-10:30、18:00-18:05（直播立法會全體會議時除外）《新聞報道》
  - 每日13:30-15:00《午間新聞》、《諮詢奉告》、《粵音正讀》、《每日財經》（只於港股交易日播放）
  - 每日（直播立法會全體會議時除外）19:00-20:00《澳視新聞》、《天氣報告》及《諮詢奉告》
  - 每日22:00-22:30《普通話新聞》
  - 星期一、二、四至日22:30-23:15十點半澳視縱橫
    - 《財經雜誌》（星期一）
    - 《競健群英》（星期二）
    - 《風火台》（星期四）
    - 《澳視新聞檔案》（星期五）
    - 《放眼世界》（星期六）
    - 《中國城市動態》（星期日）

  - 每日23:15-24:00《晚間新聞》及《體育新聞》
  - 發出八號或以上風球期間逢正點播出《颱風消息》。（特殊情況於半點播出，播出《早晨新聞》及《澳視新聞》除外）

## 澳視生活
澳視生活台（簡稱澳視生活），2009年10月26日開播，2012年9月2日停播，9月3日更名澳門資訊。主打以藝術、文化及社區為主。頻道每日16:00-次日凌晨2:00播出节目，全天播出时间之外轉播澳門電台中文頻道。

### 歷史
澳廣視計劃在2012年初把澳視生活台改為資訊台，其後於2012年中增加在早上7:00-9:00播出由交通事務局提供的12条主要街道及跨海大橋的实时路況。
2012年9月3日，澳視生活台更名為澳門資訊頻道，該频道会新增多個新的新聞時段、交通資訊及每日財經等資訊節目，也会在滬深股市交易日转播第一财经的財經节目，惟该安排已于2019年1月2日取消。

## 頻道標誌

2012年9月2日前標誌
2012年9月2日後標誌

## 外部連結
- 澳門廣播電視股份有限公司相關網站 - 澳門資訊台
- 澳視生活台的開台畫面 （页面存档备份，存于）